# Bob Kelly
Robert (Bob) Kelly (Ashton-in-Makerfield, 16 november 1893 – Fylde, 22 september 1969) was een voormalig Engels voetballer en voetbaltrainer. 

## Spelersloopbaan
Kelly kwam tussen 1913 en 1936 als profvoetballer uit voor achtereenvolgens Burnley, Sunderland, Huddersfield Town, Preston North End en Carlisle United. Tussen 1920 en 1928 speelde de aanvaller 14 interlands voor Engeland, waarin hij acht keer scoorde.

## Trainersloopbaan
In 1935 begon Kelly als speler-trainer bij Carlisle United. Een jaar later vertrok hij naar Stockport County, waarna buitenlandse avonturen volgden. De Engelsman was werkzaam in Portugal bij Sporting CP en in Zwitserland bij FC St. Gallen, alvorens hij dankzij een tip van Stanley Rous in augustus 1951 in Nederland neerstreek bij Heerenveen. Aanvankelijk werd hij daar niet werd gepruimd door een deel van de selectie, onder wie Abe Lenstra. Enkele dagen later drukte het clubbestuur zijn komst er desalniettemin door. Uiteindelijk zou hij vier jaar trainer zijn bij de Friese club. In 1955 verruilde Kelly Heerenveen voor KFC.. Een jaar later besloot Kelly naar zijn geboorteland terug te keren.. Daar overleed hij in 1969 op 75-jarige leeftijd.

## Erelijst

### Als speler
Burnley
| Nationaal     |    |         |
| Landskampioen | 1x | 1920/21 |

### Als trainer
Sporting CP
| Nationaal     |    |         |
| Landskampioen | 1x | 1946/47 |